# Concours Eurovision de la chanson junior 2021
Imagine
- Pays participants
- Pays ayant déjà participé dans le passé mais pas en 2021

Varsovie 2020 Erevan 2022
Le Concours Eurovision de la chanson junior 2021 est la 19e édition du Concours Eurovision de la chanson junior. Elle a lieu en France, à Boulogne-Billancourt à La Seine musicale,, le dimanche 19 décembre 2021 à la suite de la victoire de Valentina lors de l'édition 2020, avec la chanson J'imagine. C'est la première fois que le concours se tient en France, ainsi que le premier événement Eurovision à avoir lieu dans le pays depuis le Concours Eurovision des jeunes danseurs en 1999.
L'Arménie remporte pour la deuxième fois l'Eurovision Junior avec la chanson Qami Qami par Maléna,, onze ans après la victoire de Vladimir Arzumanyan en 2010 avec Mama.

## Préparation du concours
Le 9 décembre 2020, la France est annoncé comme le pays hôte de la 19e édition du concours. Dès lors, la direction de France Télévisions étudie la possibilité d'un show organisé en province, des pistes sont étudiées à Cannes et à Nice. Cependant, en raison de la situation sanitaire, la décision est prise d'organiser le concours en région parisienne.
| Ville                | Lieu              | Capacité |
| -------------------- | ----------------- | -------- |
| Boulogne-Billancourt | La Seine musicale | 6 000    |

Le 20 mai 2021, l'UER et France Télévisions annoncent que l'Eurovision junior 2021 se tiendra à La Seine musicale à Boulogne-Billancourt. La salle héberge annuellement les Victoires de la musique depuis 2019, a accueilli les NRJ Music Awards en 2020, et accueille aussi des émissions pour TF1, par exemple La Chanson secrète et Duos Mystères.

### Pays hôte de l'édition 2021
- France - Durant la conférence de presse ayant eu lieu après le concours de 2020, Valentina, membre du groupe Kids United Nouvelle Génération et gagnante française de l’édition 2020 avec son titre « J’imagine », a exprimé son envie que la France accueille l’édition 2021[10]. Alexandra Redde-Amiel — Directrice des Divertissements et Variétés de France Télévisions — a déclaré le lendemain de la victoire française que le diffuseur avait « très envie d’organiser le concours »[11] et qu’« une discussion avec l’UER était en cours pour savoir si cela était possible »[12]. La France étant gagnante de l'édition précédente, était de plus prioritaire pour l’organisation de cette édition. Le 9 décembre 2020, il est annoncé que la France sera le pays hôte du Concours Eurovision de la chanson junior 2021[13].

### Slogan et identité visuelle
Le 20 mai 2021, le slogan est annoncé par la cheffe de délégation française à l'Eurovision Alexandra Redde-Amiel : Imagine, slogan choisi d'une part en référence à la chanson gagnante de Valentina à Varsovie en 2020, et d'autre part pour son incitation à rêver.
Le 24 août 2021, c'est lors de la conférence de presse de rentrée 2021-2022 de France Télévisions que l'identité visuelle et l'habillage du Concours 2021 sont révélés. Le logo représente, d'après l'UER et France Télévisions, à la fois l'imagination avec une comète dans un ciel étoilé (référence à l'espace et Thomas Pesquet), Noël avec un sapin lumineux, et Paris avec la représentation stylisée de la Tour Eiffel. De plus, France 2 mettra à l'honneur son habillage de Noël, utilisé depuis 2018.
Le 19 octobre 2021 est révélé le design de la scène. Il s'agit d'une scène prenant tout l'espace disponible avec une petite ouverture de celle-ci s'avançant dans la fosse du public. Au-dessus de la scène, se trouve la pièce maîtresse qui est La Coupole. Il s'agit d'une référence au Grand Palais. Enfin sur les côtés, deux reproductions du pont Alexandre III accueilleront la Green Room pour les artistes et délégations.

### Organisation
Le 25 août 2021, l'UER et le diffuseur France Télévisions présentent les quatre scénarios envisagés pour que le concours puisse avoir lieu quelles que soient les circonstances :
- scénario A : le concours se déroule normalement ;
- scénario B : le concours se déroule en appliquant la distanciation sociale, les différentes délégations ne peuvent se déplacer à Paris (Boulogne-Billancourt) en raison de restrictions. Dans ce cas, leur performance est préenregistrée depuis leur propre pays, au cas où un membre de la délégation serait affecté par la pandémie de Covid-19 lors du séjour dans la ville hôte du Concours. Le public maximum de 3 500 personnes serait autorisé à la fois au spectacle du jury et au spectacle en direct par le diffuseur hôte, mais le nombre exact serait soumis au nombre d'infections au moment du spectacle. Afin d'accéder au lieu, un test de Covid-19  négatif récent (pas plus de 48 heures avant l'entrée de la salle) serait requis. Le centre de presse comprendrait une partie physique à Boulogne-Billancourt et une partie en ligne. À Boulogne-Billancourt, le reste du spectacle se déroule en direct en appliquant la distanciation sociale ;
- scénario C : certaines délégations ne peuvent se déplacer à Boulogne-Billancourt en raison de restrictions. Similaire au scénario B, leur performance est préenregistrée depuis leur propre pays, utilisée comme performance officielle par l'UER et le pays participant au concours. À l'instar de Montaigne — représentante australienne au Concours Eurovision de la chanson 2021 à Rotterdam, aux Pays-Bas, terminant 14e en 1re demi-finale avec Technicolour ;
- scénario D : comme au Concours 2020 à Varsovie, en Pologne, les performances sont toutes préenregistrées depuis les différents pays participants. Parallèlement, la présentation et les différents entractes se feront en direct depuis Paris (Boulogne-Billancourt), sans public dans la salle.

Le 2 décembre 2021, l'UER et le diffuseur France Télévisions annonce que la répétition appelé Jury Show, qui devait à l'origine accueillir un public, aura lieu à huis clos. Cette nouvelle intervient après qu'un premier cas du variant Omicron fut détecté en région parisienne. De plus, l'UER annonce que si un des participants attrape le coronavirus en étant à Paris (Boulogne-Billancourt), ce sera soit le clip officiel de la chanson (disponible sur la chaîne YouTube du concours), soit une des répétitions qui sera utilisée comme performance officielle.

### Présentateurs

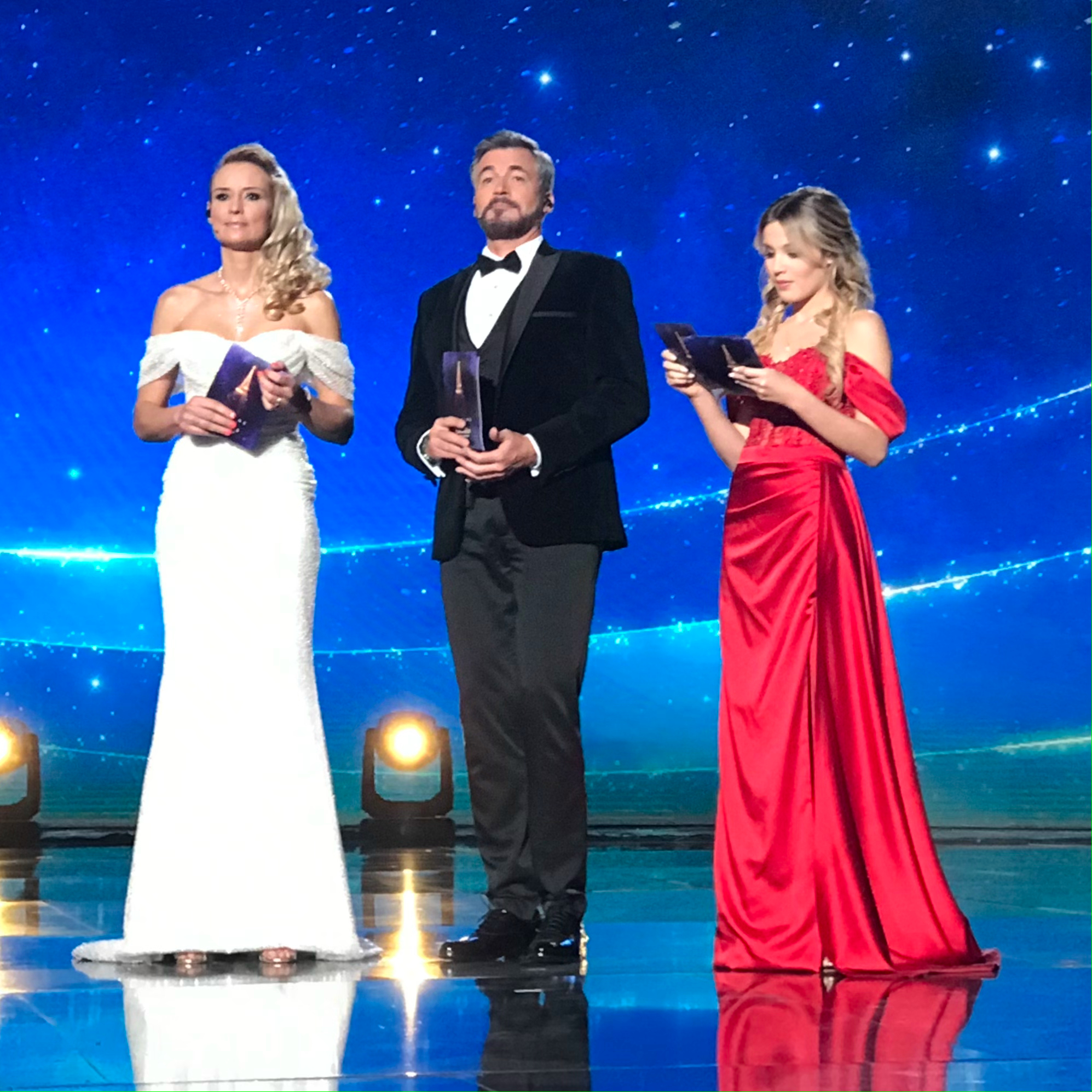
Les 3 présentateurs du concours : Élodie Gossuin, Olivier Minne et Carla.

Le 17 novembre 2021, l'UER et le diffuseur France Télévisions annoncent le nom des trois présentateurs de cette édition. Il s'agit de deux femmes et un homme : Olivier Minne, présentateur de télévision, notamment connu pour présenter le jeu estival Fort Boyard depuis 2003 en été sur France 2, les jeux télévisés dont — Tout le monde a son mot à dire — sur la même chaîne et les émissions de divertissements et commenté trois fois les Concours Eurovision de la chanson pour le public français en 1995, 1996 et 1997 ; Élodie Gossuin, présentatrice de télévision, Miss France 2001, Miss Europe 2001 et présentatrice de radio dont — Le meilleur des réveils — sur la station de radio RFM et porte-parole de la France lors de l'Eurovision 2016, 2017 et 2018 ; et Carla Lazzari, chanteuse ayant terminé 5e en 2019 avec Bim bam toi à Gliwice, en Pologne, ayant commenté en 2020 également pour le public français et porte-parole de la France lors de l'Eurovision 2021.

### Cérémonie d'ouverture
La cérémonie d'ouverture, parfois appelée Red Carpet, est organisée le 13 décembre 2021 en fin d'après-midi au Studio Gabriel. Lors de cette cérémonie, un tirage au sort est effectué pour désigner la position de passage de la France ainsi que les pays passant en première et en dernière position. Une semaine avant la cérémonie, Alexandra Redde-Amiel, précise qu'en accord avec l'UER, les délégations de chaque pays ne feront pas le déplacement au Studio Gabriel, par mesure de précaution et annonce que Carla Lazzari sera présente lors de la cérémonie sans toutefois préciser son rôle. Cependant, le jour de la cérémonie, la présentation est assurée par Carla Lazzari et aucune explication n'est donnée quant à l'absence de Charlee Moss.

## Concours

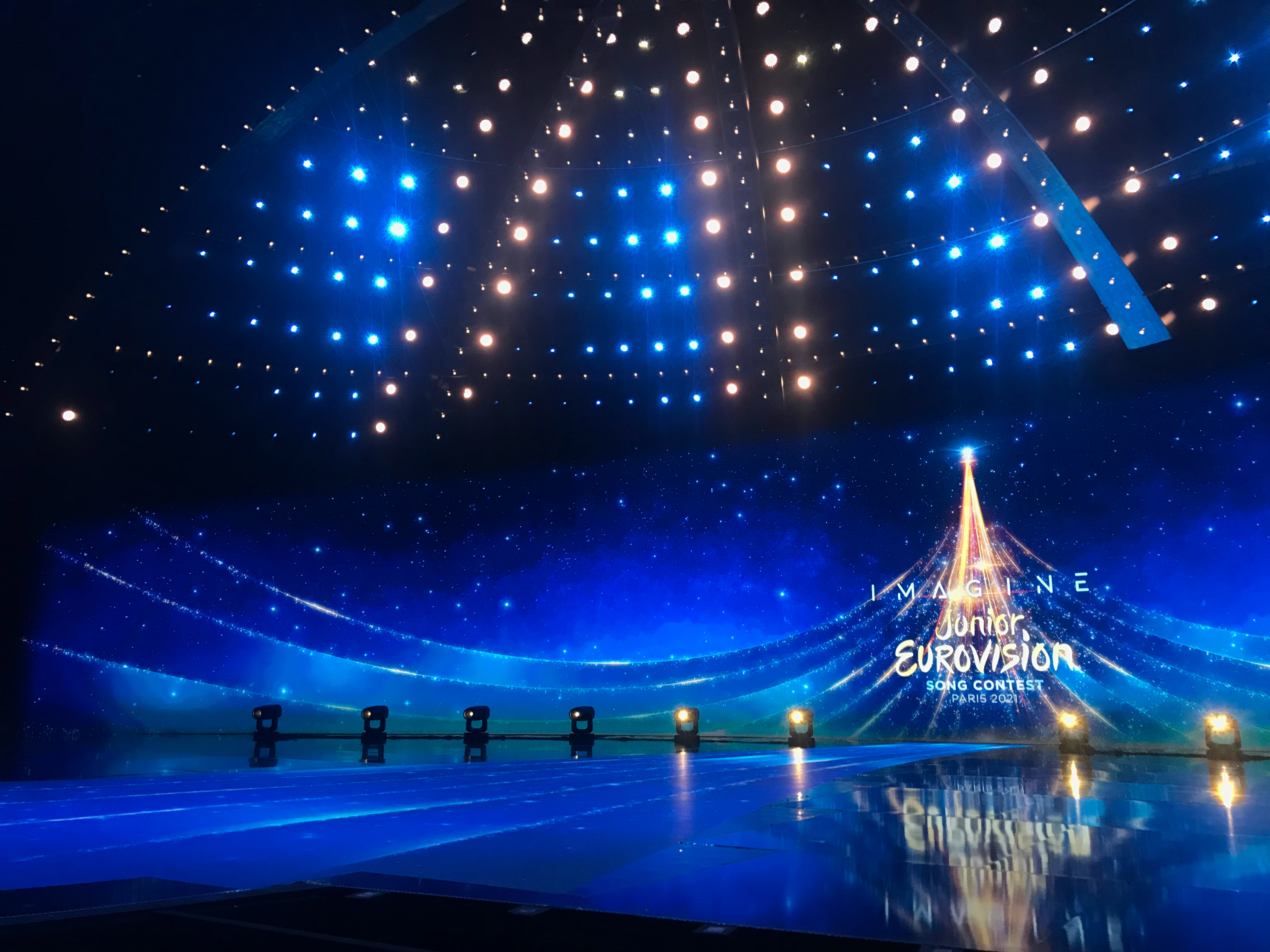
La scène du concours à l'intérieur de la Seine musicale.

### Liste des participants
La liste des participants est publiée le 2 septembre 2021. Elle annonce la participation de dix-neuf pays au concours. Parmi eux, l'Albanie, l'Arménie, l'Azerbaïdjan, la Bulgarie, l'Irlande, l'Italie, la Macédoine du Nord et le Portugal font leur retour alors que la Biélorussie se retire.
Par ailleurs, les pays suivants ont confirmé qu'il ne participeront pas à l'édition 2021 du Concours :
- Australie – En juillet 2020, le radiodiffuseur australien SBS, qui était responsable de la participation du pays aux concours 2015 et 2016, a annoncé que l'Australie ne participerait pas au concours 2020 en raison de restrictions et de préoccupations concernant la COVID-19, mais a exprimé son intention de revenir à l'événement en 2021. Toutefois, le 27 août 2021, le radiodiffuseur a confirmé la qu'il ne reviendrait pas en 2021[24]. – La dernière participation du pays était en 2019 ;
- Belgique – En avril 2021, le diffuseur flamand VRT a écarté la possibilité d'un retour au concours en 2021, suivie par le diffuseur wallon RTBF révélant en juin 2021 qu'il ne soutiendrait lui non plus un retour, affirmant que le coût était trop élevé. La Belgique a participé pour la dernière fois en 2012[25],[26] ;
- Biélorussie - À la suite de l'élection présidentielle controversée de l'année précédente et à la récente arrestation du journaliste, militant politique et lanceur d'alerte Roman Protassevitch, l'UER a annoncé, au travers d'un communiqué, sa décision de suspendre le titre de membre du diffuseur biélorusse BTRC[27]. Par conséquent, le pays n'a plus le droit de concourir ni à la version adulte ni à la version junior. C'est ainsi la première fois que le pays ne participe pas au concours pour enfants depuis la création de ce dernier en 2003. La dernière participation du pays était en 2020 ;
- Écosse – La branche écossaise de la BBC, BBC Alba, a annoncé le 24 février 2021 que la nation constitutive ne débuterait pas au concours en 2021 ;
- Estonie[28] — En juin 2021, ERR a confirmé que l'Estonie ne ferait pas ses débuts au concours de 2021 en raison de problèmes financiers, mais que le radiodiffuseur envisagerait de faire ses débuts dans les années à venir ;
- Pays de Galles – Le diffuseur gallois S4C a déclaré le 18 février 2021 que le Pays de Galles ne reviendrait pas au concours en 2021 au vu des récents résultats obtenus[29]. La dernière participation de la nation était en 2019 ;
- Royaume-Uni – Lors de la conférence de presse pour l'Eurovision Junior en mai 2021, l'UER a déclaré qu'elle s'employait à ramener le Royaume-Uni au concours, peut-être pour l'édition de 2021[30]. La dernière participation du pays date de 2005 ;
- Slovaquie – En avril 2021, le radio-diffuseur slovaque RTVS a révélé qu'il n'avait « pas fermé la porte au Concours Eurovision de la chanson junior 2021 », ce qui signifie qu'un éventuel début en 2021 est possible[31]. Il est finalement annoncé que la Slovaquie ne ferait pas ses débuts cette année[32] ;

### Artiste de retour
L'édition 2021 voit une artiste ayant déjà participé prendre part à nouveau au concours :
| Pays   | Artiste           | Année(s) précédente(s)              |
| ------ | ----------------- | ----------------------------------- |
| Russie | Tanya Mezhentseva | 2019 (en duo avec Denberel Oorzhak) |

#### Ouverture et entracte
Le traditionnel défilé des finalistes d'ouverture est accompagné et assuré par le groupe d’électro français Ofenbach. Cette nouvelle a été annoncée le 7 novembre 2021, lors de l'émission 20 h 30 le dimanche sur France 2.
Une partie de l'entracte est assurée par Valentina — vainqueur du concours 2020 —, qui interprète une version réorchestrée de sa chanson victorieuse J'imagine, ainsi que par Barbara Pravi — 2e du Concours Eurovision de la chanson 2021 à Rotterdam, aux Pays-Bas —, qui interprète Voilà.
L'entracte comporte également les dix-neuf participants, ils interprètent Imagine, où il est en partenariat avec l'UNICEF dont Élodie Gossuin et Valentina sont les ambassadrices à qui est reversée l’intégralité des bénéfices liées aux ventes du titre.

### Finale
| Ordre | Pays              | Artiste                                 | Chanson                                   | Langue(s)                   | Place | Points |
| ----- | ----------------- | --------------------------------------- | ----------------------------------------- | --------------------------- | ----- | ------ |
| 01    | Allemagne         | Pauline                                 | Imagine Us                                | Allemand, anglais           | 17    | 61     |
| 02    | Géorgie           | Niko Kajaia                             | Let's Count The Smiles                    | Géorgien, anglais, français | 4     | 163    |
| 03    | Pologne           | Sara James                              | Somebody                                  | Polonais, anglais           | 2     | 218    |
| 04    | Malte             | Ike et Kaya                             | My Home                                   | Anglais                     | 12    | 97     |
| 05    | Italie            | Elisabetta Lizza                        | Specchio - Mirror on the Wall             | Italien, anglais            | 10    | 107    |
| 06    | Bulgarie          | Denislava & Martin                      | Voice of Love                             | Bulgare, anglais            | 16    | 77     |
| 07    | Russie            | Tanya Mezhentseva                       | Mon Ami                                   | Russe, anglais              | 7     | 124    |
| 08    | Irlande           | Maiú Levi Lawlor                        | Saor - Disappear                          | Irlandais                   | 18    | 44     |
| 09    | Arménie           | Maléna                                  | Qami Qami (Քամի Քամի)                     | Arménien, anglais           | 1     | 224    |
| 10    | Kazakhstan        | Alinour Khamzine et Beknour Janibekouly | Ertegı älemı (Fairy World) (Ертегі әлемі) | Kazakh, français            | 8     | 121    |
| 11    | Albanie           | Anna Gjebrea                            | Stand By You                              | Albanais, anglais           | 14    | 84     |
| 12    | Ukraine           | Olena Usenko                            | Vazhil (Важіль)                           | Ukrainien                   | 6     | 125    |
| 13    | France H T        | Enzo                                    | Tic Tac                                   | Français                    | 3     | 187    |
| 14    | Azerbaïdjan       | Sona Azizova                            | One of Those Days                         | Azéri, anglais              | 5     | 151    |
| 15    | Pays-Bas          | Ayana                                   | Mata Sugu Aō Ne (またすぐ会おうね)        | Néerlandais, anglais        | 19    | 43     |
| 16    | Espagne           | Levi Díaz                               | Reír                                      | Espagnol                    | 15    | 77     |
| 17    | Serbie            | Jovana et Dunja                         | Oči Deteta - Children's Eyes (Очи Детета) | Serbe                       | 13    | 86     |
| 18    | Macédoine du Nord | Dajte Muzika                            | Green Forces                              | Macédonien, anglais         | 9     | 114    |
| 19    | Portugal          | Simão Oliveira                          | O Rapaz                                   | Portugais                   | 11    | 101    |

#### Tableau des votes
| Pays              | Jurys | Jurys  | Vote internet | Vote internet | Total final | Total final |
| Pays              | Place | Points | Place         | Points        | Place       | Points      |
| ----------------- | ----- | ------ | ------------- | ------------- | ----------- | ----------- |
| Allemagne         | 16e   | 15     | 14e           | 46            | 17e         | 61          |
| Géorgie           | 5e    | 104    | 7e            | 59            | 4e          | 163         |
| Pologne           | 2e    | 116    | 2e            | 102           | 2e          | 218         |
| Malte             | 11e   | 47     | 11e           | 50            | 12e         | 97          |
| Italie            | 9e    | 60     | 12e           | 47            | 10e         | 107         |
| Bulgarie          | 13e   | 39     | 18e           | 38            | 16e         | 77          |
| Russie            | 6e    | 74     | 10e           | 50            | 7e          | 124         |
| Irlande           | 19e   | 5      | 17e           | 39            | 18e         | 44          |
| Arménie           | 3e    | 115    | 1re           | 109           | 1re         | 224         |
| Kazakhstan        | 7e    | 64     | 9e            | 57            | 8e          | 121         |
| Albanie           | 12e   | 45     | 16e           | 39            | 14e         | 84          |
| Ukraine           | 8e    | 62     | 5e            | 63            | 6e          | 125         |
| France            | 1re   | 120    | 4e            | 67            | 3e          | 187         |
| Azerbaïdjan       | 4e    | 109    | 15e           | 42            | 5e          | 151         |
| Pays-Bas          | 17e   | 9      | 19e           | 34            | 19e         | 43          |
| Espagne           | 14e   | 30     | 13e           | 47            | 15e         | 77          |
| Serbie            | 15e   | 24     | 6e            | 62            | 13e         | 86          |
| Macédoine du Nord | 10e   | 55     | 8e            | 59            | 9e          | 114         |
| Portugal          | 18e   | 9      | 3e            | 92            | 11e         | 101         |

| Méthode de vote : - Jury et Télévote | Méthode de vote : - Jury et Télévote              | Points attribués       | Points attribués      | Points attribués      | Points attribués | Points attribués    | Points attribués       | Points attribués     | Points attribués     | Points attribués     | Points attribués      | Points attribués     | Points attribués     | Points attribués     | Points attribués         | Points attribués     | Points attribués     | Points attribués     | Points attribués        | Points attribués    | Points attribués | Points attribués | Points attribués | Points attribués | Points attribués | Points attribués |  |
| Méthode de vote : - Jury et Télévote | Méthode de vote : - Jury et Télévote              | Drapeau de l'Allemagne | Drapeau de la Géorgie | Drapeau de la Pologne | Drapeau de Malte | Drapeau de l'Italie | Drapeau de la Bulgarie | Drapeau de la Russie | Drapeau de l'Irlande | Drapeau de l'Arménie | Drapeau du Kazakhstan | Drapeau de l'Albanie | Drapeau de l'Ukraine | Drapeau de la France | Drapeau de l'Azerbaïdjan | Drapeau des Pays-Bas | Drapeau de l'Espagne | Drapeau de la Serbie | Drapeau de la Macédoine | Drapeau du Portugal | TV               | Total            |                  |                  |                  |                  |  |
|                                      |                                                   |                        |                       |                       |                  |                     |                        |                      |                      |                      |                       |                      |                      |                      |                          |                      |                      |                      |                         |                     |                  |                  |                  |                  |                  |                  |  |
| Pays                                 | Allemagne                                         |                        | –                     | –                     | –                | –                   | –                      | –                    | 4                    | –                    | 4                     | –                    | –                    | –                    | –                        | –                    | –                    | 5                    | –                       | 2                   | 46               | 61               |                  |                  |                  |                  |  |
| Pays                                 | Géorgie                                           | –                      |                       | –                     | 12               | 7                   | 5                      | 3                    | –                    | 12                   | 8                     | 2                    | 6                    | 12                   | 7                        | 5                    | 2                    | 10                   | 8                       | 5                   | 59               | 163              |                  |                  |                  |                  |  |
| Pays                                 | Pologne                                           | 12                     | 4                     |                       | 10               | 8                   | 6                      | 1                    | 12                   | 1                    | 5                     | 4                    | 10                   | 2                    | 3                        | 10                   | 8                    | 7                    | 5                       | 8                   | 102              | 218              |                  |                  |                  |                  |  |
| Pays                                 | Malte                                             | 6                      | 8                     | 2                     |                  | 2                   | –                      | 2                    | –                    | 3                    | 3                     | –                    | 8                    | –                    | 4                        | –                    | 1                    | –                    | 4                       | 4                   | 50               | 97               |                  |                  |                  |                  |  |
| Pays                                 | Italie                                            | –                      | 6                     | 5                     | 6                |                     | 8                      | –                    | 8                    | –                    | –                     | 10                   | –                    | 6                    | 1                        | 6                    | 4                    | –                    | –                       | –                   | 47               | 107              |                  |                  |                  |                  |  |
| Pays                                 | Bulgarie                                          | –                      | 3                     | –                     | 3                | 10                  |                        | 5                    | 3                    | –                    | –                     | 3                    | –                    | –                    | 5                        | –                    | –                    | –                    | 1                       | 6                   | 38               | 77               |                  |                  |                  |                  |  |
| Pays                                 | Russie                                            | 5                      | –                     | 4                     | 1                | –                   | 3                      |                      | –                    | 7                    | 12                    | 7                    | –                    | 1                    | 12                       | 3                    | 3                    | 4                    | 12                      | –                   | 50               | 124              |                  |                  |                  |                  |  |
| Pays                                 | Irlande                                           | –                      | –                     | –                     | –                | 5                   | –                      | –                    |                      | –                    | –                     | –                    | –                    | –                    | –                        | –                    | –                    | –                    | –                       | –                   | 39               | 44               |                  |                  |                  |                  |  |
| Pays                                 | Arménie                                           | 10                     | 5                     | 12                    | 5                | –                   | 2                      | 6                    | 7                    |                      | 6                     | 6                    | 7                    | 10                   | –                        | 7                    | 10                   | 8                    | 2                       | 12                  | 109              | 224              |                  |                  |                  |                  |  |
| Pays                                 | Kazakhstan                                        | 3                      | 1                     | 7                     | 7                | 1                   | 1                      | 12                   | –                    | 4                    |                       | –                    | 4                    | 7                    | 8                        | –                    | 6                    | 2                    | –                       | 1                   | 57               | 121              |                  |                  |                  |                  |  |
| Pays                                 | Albanie                                           | 4                      | –                     | 1                     | –                | –                   | –                      | 7                    | 6                    | 8                    | –                     |                      | –                    | 8                    | –                        | 1                    | –                    | –                    | 10                      | –                   | 39               | 84               |                  |                  |                  |                  |  |
| Pays                                 | Ukraine                                           | 7                      | –                     | 8                     | –                | –                   | 12                     | –                    | 10                   | 2                    | –                     | –                    |                      | 3                    | 6                        | 2                    | 12                   | –                    | –                       | –                   | 63               | 125              |                  |                  |                  |                  |  |
| Pays                                 | France                                            | 8                      | 12                    | 6                     | 8                | 3                   | 10                     | 4                    | –                    | 10                   | 7                     | 8                    | –                    |                      | –                        | 12                   | 7                    | 12                   | 6                       | 7                   | 67               | 187              |                  |                  |                  |                  |  |
| Pays                                 | Azerbaijan                                        | 2                      | 10                    | 10                    | 2                | 12                  | 7                      | 10                   | 1                    | –                    | 10                    | 1                    | 12                   | –                    |                          | 8                    | 5                    | 6                    | 3                       | 10                  | 42               | 151              |                  |                  |                  |                  |  |
| Pays                                 | Pays-Bas                                          | –                      | –                     | –                     | –                | 4                   | –                      | –                    | –                    | –                    | 1                     | –                    | 3                    | –                    | –                        |                      | –                    | 1                    | –                       | –                   | 34               | 43               |                  |                  |                  |                  |  |
| Pays                                 | Espagne                                           | 1                      | –                     | 3                     | –                | –                   | –                      | –                    | –                    | 6                    | 2                     | 5                    | –                    | 4                    | 2                        | 4                    |                      | –                    | –                       | 3                   | 47               | 77               |                  |                  |                  |                  |  |
| Pays                                 | Serbie                                            | –                      | 7                     | –                     | –                | 6                   | –                      | –                    | 2                    | –                    | –                     | –                    | 2                    | –                    | –                        | –                    | –                    |                      | 7                       | –                   | 62               | 86               |                  |                  |                  |                  |  |
| Pays                                 | Macédoine                                         | –                      | 2                     | –                     | –                | –                   | –                      | 8                    | 5                    | 5                    | –                     | 12                   | 5                    | 5                    | 10                       | –                    | –                    | 3                    |                         | –                   | 59               | 114              |                  |                  |                  |                  |  |
| Pays                                 | Portugal                                          | –                      | –                     | –                     | 4                | –                   | 4                      | –                    | –                    | –                    | –                     | –                    | 1                    | –                    | –                        | –                    | –                    | –                    | –                       |                     | 92               | 101              |                  |                  |                  |                  |  |
| Pays                                 | Le tableau suit l'ordre de passage des candidats. |                        |                       |                       |                  |                     |                        |                      |                      |                      |                       |                      |                      |                      |                          |                      |                      |                      |                         |                     |                  |                  |                  |                  |                  |                  |  |

#### Allocation des «12 points»
12 est le maximum de points que peut recevoir chaque pays, ils ont été attribués de cette manière :
| Nombre | Récipiendaire     | Votant(s)                                  |
| ------ | ----------------- | ------------------------------------------ |
| 3      | Russie            | Azerbaïdjan, Kazakhstan, Macédoine du Nord |
| 3      | France            | Géorgie, Pays-Bas, Serbie                  |
| 3      | Géorgie           | Arménie, France, Malte                     |
| 2      | Ukraine           | Bulgarie, Espagne                          |
| 2      | Pologne           | Allemagne, Irlande                         |
| 2      | Azerbaïdjan       | Italie, Ukraine                            |
| 2      | Arménie           | Pologne, Portugal                          |
| 1      | Macédoine du Nord | Albanie                                    |
| 1      | Kazakhstan        | Russie                                     |

#### Vote en ligne
Au total, plus de 4,3 millions de votes valides ont été reçus pendant les périodes de vote.
L'Arménie remporte le vote en ligne avec 109 points.
| Participant       | Votes      | Points |
| ----------------- | ---------- | ------ |
| Arménie           | ~425 000   | 109    |
| Pologne           | ~398 000   | 102    |
| Portugal          | ~359 000   | 92     |
| France            | ~261 000   | 67     |
| Ukraine           | ~246 000   | 63     |
| Serbie            | ~242 000   | 62     |
| Géorgie           | ~230 000   | 59     |
| Macédoine du Nord | ~230 000   | 59     |
| Kazakhstan        | ~222 000   | 57     |
| Malte             | ~195 000   | 50     |
| Russie            | ~195 000   | 50     |
| Italie            | ~183 000   | 47     |
| Espagne           | ~183 000   | 47     |
| Allemagne         | ~179 000   | 46     |
| Azerbaïdjan       | ~164 000   | 42     |
| Albanie           | ~152 000   | 39     |
| Irlande           | ~152 000   | 39     |
| Bulgarie          | ~148 000   | 38     |
| Pays-Bas          | ~133 000   | 34     |
| Total             | ~4 300 000 | 1 102  |

## Retransmission du concours
| Pays              | Diffuseur                                                                  | Commentateurs                              | Porte-paroles       |
| ----------------- | -------------------------------------------------------------------------- | ------------------------------------------ | ------------------- |
| Albanie           | RTSH                                                                       | Andri Xhahu                                | Alex                |
| Allemagne         | KiKA                                                                       | Constantin Zöller (Consi)                  | Venetia             |
| Arménie           | Arménie 1                                                                  | Arman Margaryan et Hrachuhi Utmazyan       | Karina Ignatyan     |
| Azerbaïdjan       | İTV                                                                        | Inconnus                                   | Suleyman            |
| Bulgarie          | BNT 1, BNT 4                                                               | Elena Rosberg et Petko Kralev              | Arianne             |
| Espagne           | La 1, TVE Internacional                                                    | Tony Aguilar et Julia Varela               | Lucía Arcos         |
| France            | France 2                                                                   | Stéphane Bern et Laurence Boccolini        | Angelina Nava       |
| Géorgie           | GBP                                                                        | Nikoloz Lobiladze                          | Sandra Gadelia      |
| Irlande           | TG4                                                                        | Louise Cantillon                           | Rueben Levi Hackett |
| Islande           | RÚV                                                                        | Felix Bergsson                             |                     |
| Italie            | Rai Gulp, Rai Play                                                         | Mario Acampa, Marta Viola et Giorgia Boni, | Céleste             |
| Kazakhstan        | Khabar Agency                                                              | Kaldybek Jaïssanbaï et Mahabbat Essen      | Zere                |
| Macédoine du Nord | MRT                                                                        | Eli Tanaskovska                            | Fendi               |
| Malte             | PBS                                                                        | Pas de commentaires                        | Eden                |
| Pays-Bas          | NPO Zapp, NPO Start                                                        | Buddy Vedder                               | Matheu Hinzen       |
| Pologne           | TVP 1, TVP Polonia, TVP ABC                                                | Marek Sierocki et Aleksander Sikora        | Matylda             |
| Portugal          | RTP1, RTP Internacional, RTP Internacional Asia, RTP Internacional America | Nuno Galopim                               | Manon               |
| Russie            | Carousel                                                                   | Anton Zorkin et Khryusha                   | Liza Gureeva        |
| Serbie            | RTS 2, RTS Svet                                                            | Tijana Lukić                               | Katie               |
| Ukraine           | UA:Kultura                                                                 | Victor Diachenko                           | Oleksandr Balabanov |

## Audiences
En 2021, le concours atteint 33 000 000 de téléspectateurs pour une audience moyenne de 15.6 %.
Le tableau ci-dessous résume les audiences dans les différents pays diffuseurs :
| Pays      | Part d'audience | Téléspectateurs | Ref    |
| --------- | --------------- | --------------- | ------ |
| Allemagne | 1,1 %           | 230 000         | [ 74 ] |
| Espagne   | 7,6 %           | 911 000         | [ 75 ] |
| France    | 12 %            | 1 640 000       | [ 76 ] |
| Irlande   | 3,01 %          | 22 300          | [ 77 ] |
| Italie    | 0,1 %           | 15 112          | [ 78 ] |
| Pays-Bas  | 1,1 %           | 175 000         | [ 79 ] |
| Pologne   | NC              | 4 900 000       | [ 80 ] |
| Portugal  | 8,7 %           | 288 000         | [ 81 ] |